# Batalha de Szina
A Batalha de Szina ou Seňa ocorreu próximo a Szina, no Reino Húngaro Oriental (atual Seňa, na Eslováquia). A batalha foi travada em 20 de março de 1528 entre os dois reis rivais da Hungria, João Zápolya e Fernando I. As forças de Fernando, sob o comando de Bálint Török e Johann Katzianer, um comandante mercenário estírio, derrotaram o exército de João; a batalha representou a segunda derrota militar de João Zápolya durante a guerra civil.

## Preparativos
Após a Batalha de Mohács, onde o rei Luís II da Hungria foi morto, João Zápolya, Voivoda da Transilvânia, ascendeu ao trono do Reino Húngaro. No entanto, o arquiduque Fernando da Áustria também reivindicou o trono devido aos casamentos interdinásticos da Casa de Habsburgo com a Dinastia Jaguelônica, à qual pertencia Luís II. Em 1527, Fernando invadiu a Hungria e derrotou João na Batalha de Tarcal (próxima a Tokaj).
Zápolya recrutou um novo exército e, em 1528, avançou para a Hungria com aproximadamente 15 000 homens, incluindo tropas transilvanas, polonesas e sérvias, mas poucos húngaros. O carniolano Johann Katzianer e Bálint Török marcharam contra Zápolya com um exército recrutado da Hungria, Áustria e dos estados alemães do Sacro Império Romano-Germânico, totalizando aproximadamente 13 000–14 000 homens. Eles encontraram o exército de Zápolya próximo a Kassa (atual Košice, Eslováquia).

## Batalha
A presença de Török e Katzianer perto de Kassa impediu o exército de Zápolya de marchar até a capital, Buda. Enquanto isso, surgiram conflitos internos entre os mercenários sérvios e poloneses do exército de Zápolya. A cavalaria e a infantaria de Zápolya eram menos experientes que a infantaria alemã (landsknechts), mas os mercenários poloneses lutaram bravamente contra os austríacos. No exército de Zápolya, 300 soldados poloneses e alguns milhares de outros homens foram mortos.
Após a derrota de Zápolya, ele foi perseguido por Bálint Török e Lajos Pekry; ele fugiu para a Polônia em busca de auxílio. Como o rei polonês Sigismundo I, o Velho recusou-se a declarar guerra contra a Áustria, Zápolya voltou-se para Solimão I, sultão do Império Otomano, em busca de ajuda. Solimão então enviou Petru Rareş, o voivoda da Moldávia, para a Transilvânia. Petru Rareş derrotou Fernando na Batalha de Földvár (em húngaro: Földvári csata, em alemão: Schlacht bei Marienburg, em romeno: Bătălia de la Feldioara), e o exército otomano (incluindo moldávios e sérvios) sitiou Viena.